# Phonotaenia aequinoctialis
Phonotaenia aequinoctialis är en skalbaggsart som beskrevs av Olivier 1789. Phonotaenia aequinoctialis ingår i släktet Phonotaenia och familjen Cetoniidae. Inga underarter finns listade i Catalogue of Life.